# Global Champions Tour 2011

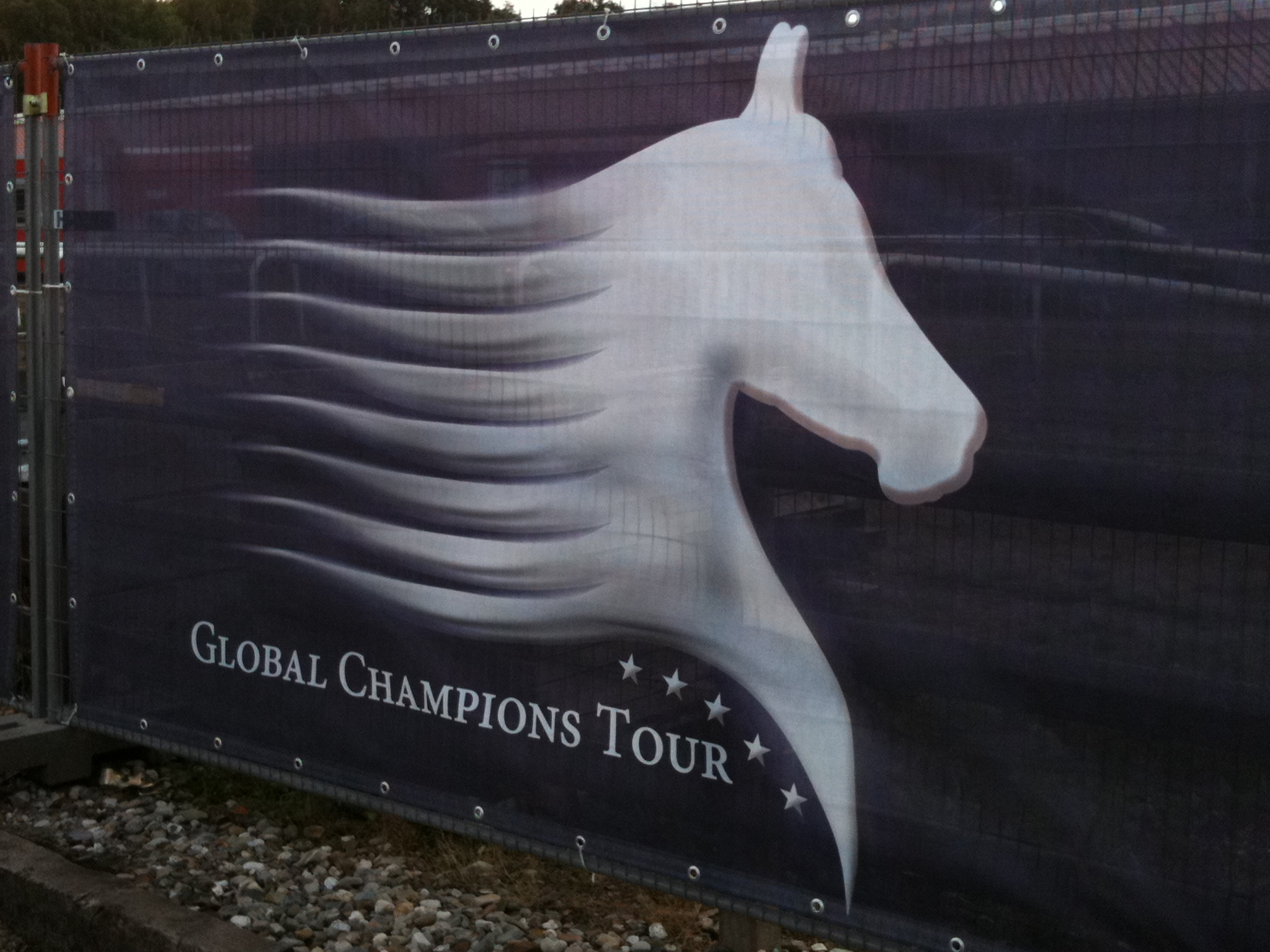
Logo der Global Champions Tour

Die Global Champions Tour 2011 war die sechste Saison der Global Champions Tour, einer internationalen Turnierserie im Springreiten. Sie gilt neben dem FEI Nations Cup als wichtigste Turnierserie in der „grünen Saison“.
Die Saison 2011 war die vierte Saison als offiziell von der FEI anerkannte Turnierserie. Organisator der Serie ist Jan Tops, Patronin war zunächst Athina Onassis de Miranda.

## Ablauf der Turnierserie
Die Serie erstreckte sich im Jahr 2011 vom 17. März bis zum 12. November und war damit die bisher zeitlich längste Global Champions Tour-Saison.
Die Turniere, in deren Rahmen die Global Champions Tour 2011 stattfindet, befanden sich mehrheitlich in Europa (sieben Stationen). Anfang und Abschluss der Saison bildeten Etappen auf der Arabischen Halbinsel, das vorletzte Turnier fand in Südamerika statt. Alle diese Turniere waren als CSI 5*, der höchsten Kategorie im Springreiten, ausgeschrieben.
Die Wertungsprüfungen fanden jeweils am Samstagnachmittag oder -abend statt. Sie waren als Springprüfung mit zwei unterschiedlichen Umläufen und Stechen ausgeschrieben, die Hindernishöhe betrug bis zu 1,60 Meter. Diese Prüfungen waren jeweils mit mindestens 285.000 € dotiert.
Den zweiten Umlauf erreichten jeweils die besten 18 Reiter des ersten Umlaufs oder alle Reiter mit fehlerfreien Ritten, soweit dies mehr als 18 sind. Das Stechen erreichten jeweils die Teilnehmer, die nach den zwei Umläufen punktgleich auf Platz eins geführt wurden (im Regelfall also in beiden Umläufen fehlerfrei blieben).

## Medien
Eurosport war in der Saison 2011 erneut Medienpartner der Global Champions Tour und überträgt den zweiten Umlauf sowie das Stechen der Wertungsprüfungen live oder zeitversetzt live.
Außerhalb der TV-Übertragungen wurden die Global Champions Tour-Turniere auf der Internetseite der Global Champions Tour per Live-Stream übertragen. Englischsprachiger Kommentator der Internetübertragungen ist der Belgier Frederik de Backer.

## Die Prüfungen

### 1. Prüfung: Katar
Das Global Champions Tour-Turnier von Katar fand vom 17. März bis zum 19. März 2011 im Qatar Racing & Equestrian Club in Doha statt.
Die Wertungsprüfung fand am 19. März 2011 ab 18.45 Uhr Ortszeit statt und war mit 475.000 € dotiert. Parcoursbauer war der deutsche Frank Rothenberger.
Den zweiten Umlauf erreichten 17 fehlerfreie Reiter sowie ein Reiter, der im ersten Umlauf einen Zeitstrafpunkt bekam. Der zweite Umlauf war deutlich schwerer und hatte laut dem Parcoursbauer annähernd olympisches Niveau. In diesem Umlauf blieben vier Reiter fehlerfrei, wovon Denis Lynch aufgrund des Zeitfehlers aus dem ersten Umlauf jedoch nicht in das Stechen einzog.
|             | Reiter                         | Pferd                | 1. Umlauf | 1. Umlauf   | 2. Umlauf | 2. Umlauf   | Stechen  | Stechen | Wertungs- punkte |
| Strafpunkte | Reiter                         | Pferd                | Zeit (s)  | Strafpunkte | Zeit (s)  | Strafpunkte | Zeit (s) |         | Wertungs- punkte |
| ----------- | ------------------------------ | -------------------- | --------- | ----------- | --------- | ----------- | -------- | ------- | ---------------- |
| 1           | Álvaro Affonso de Miranda Neto | Ashleigh Drossel Dan | 0         | -           | 0         | -           | 0        | 42,53   | 40               |
| 2           | Pius Schwizer                  | Carlina              | 0         | -           | 0         | -           | 4        | 43,35   | 37               |
| 3           | Meredith Michaels-Beerbaum     | Shutterfly           | 0         | -           | 0         | -           | 4        | 45,13   | 35               |

(Plätze eins bis drei von insgesamt 47 Teilnehmern)

### 2. Prüfung: Spanien

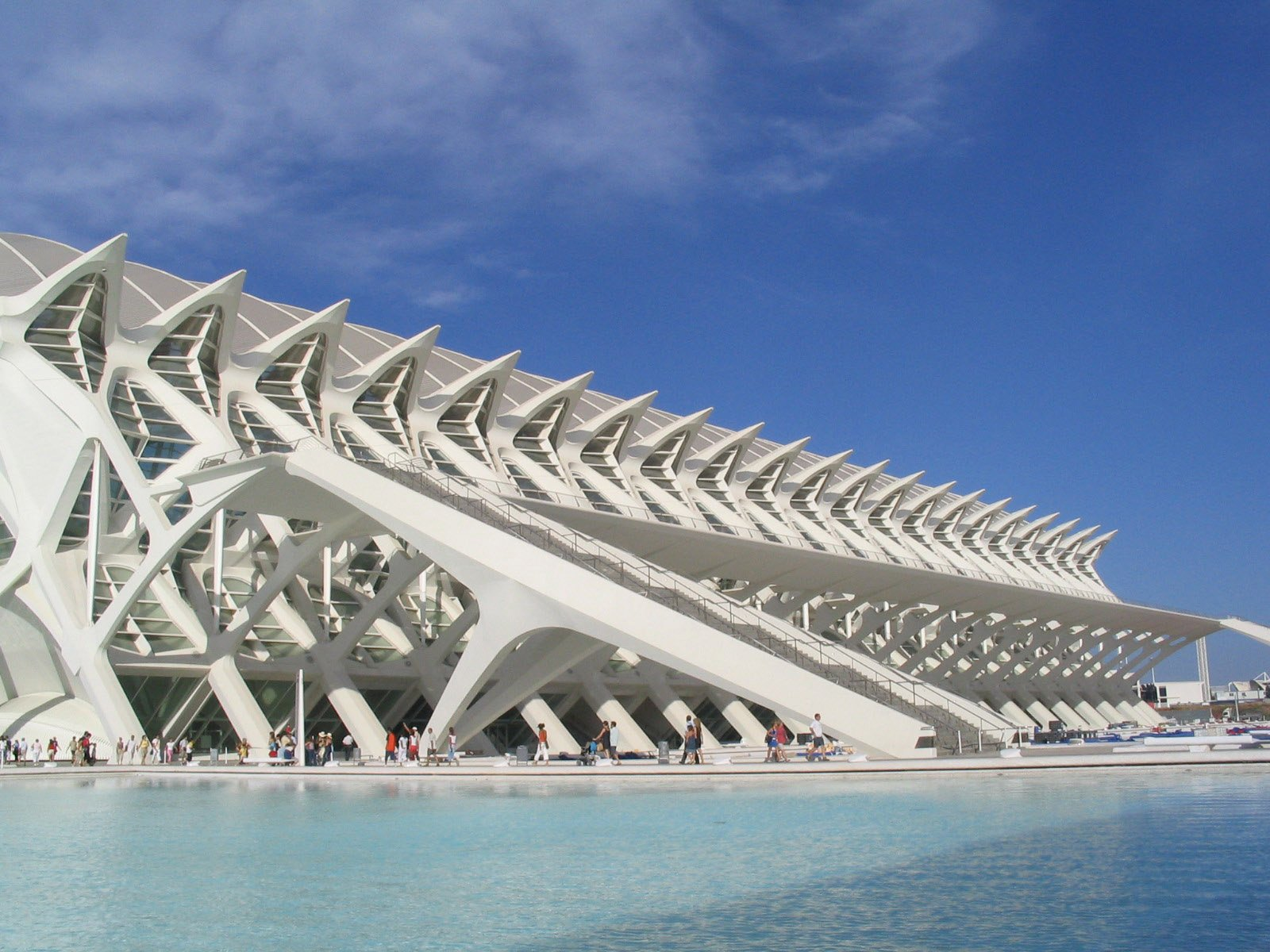
Das dann trockengelegte Wasserbecken vor dem Museo de las Ciencias Príncipe Felipe in Valencia ist Standort der spanischen Etappe der Global Champions Tour-Saison 2011

Das Global Champions Tour-Turnier von Spanien fand vom 6. Mai bis zum 8. Mai 2011 auf dem Vorplatz des Museu de les Ciencies Príncipe Felipe in der Ciudad de las Artes y de las Ciencias in Valencia statt.
Die Wertungsprüfung fand am 7. Mai 2011 ab 17.00 Uhr Ortszeit statt und war mit 285.000 € dotiert. Parcoursbauer war erneut Frank Rothenberger.
Den zweiten Umlauf erreichten 19 fehlerfreie Reiter und somit ein Reiter mehr als ursprünglich vorgesehen. Der zweite Umlauf erneut war deutlich schwerer. In diesem Umlauf blieben fünf Reiter hindernisfehlerfrei, Denis Lynch hatte diesmal im zweiten Umlauf jedoch einen Zeitstrafpunkt.
|             | Reiter                 | Pferd              | 1. Umlauf | 1. Umlauf   | 2. Umlauf | 2. Umlauf   | Stechen  | Stechen | Wertungs- punkte |
| Strafpunkte | Reiter                 | Pferd              | Zeit (s)  | Strafpunkte | Zeit (s)  | Strafpunkte | Zeit (s) |         | Wertungs- punkte |
| ----------- | ---------------------- | ------------------ | --------- | ----------- | --------- | ----------- | -------- | ------- | ---------------- |
| 1           | Billy Twomey           | Je t'aime Flamenco | 0         | -           | 0         | -           | 0        | 39,18   | 40               |
| 2           | Ludger Beerbaum        | Gotha FRH          | 0         | -           | 0         | -           | 0        | 40,04   | 37               |
| 3           | Maikel van der Vleuten | Verdi              | 0         | -           | 0         | -           | 0        | 45,99   | 35               |

(Plätze eins bis drei von insgesamt 49 Teilnehmern)

### 3. Prüfung: Deutschland

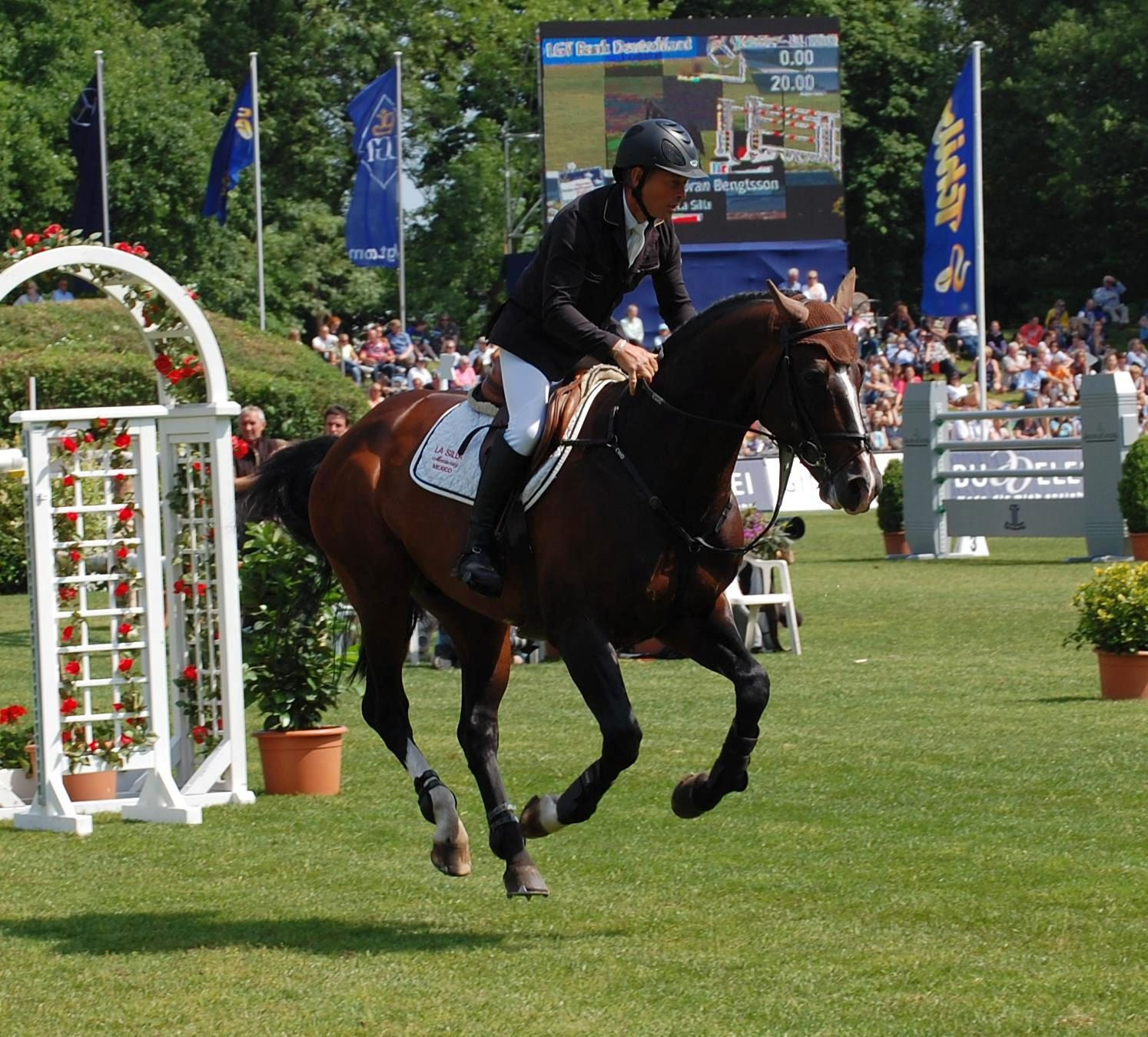
Das Siegerpaar der deutschen Global Champions Tour-Etappe 2011

Das Global Champions Tour-Turnier Deutschlands, das Deutsche Spring- und Dressurderby, fand vom 2. Juni bis zum 5. Juni 2011 in Hamburg-Klein Flottbek statt.
Die Wertungsprüfung wurde am 4. Juni 2011 ab 13.40 Uhr Ortszeit ausgetragen und war mit 285.000 € dotiert. Abermals mit dem Parcoursbau beauftragt war Frank Rothenberger.
Der erste Umlauf der Prüfung war hoch anspruchsvoll, bedingt auch durch eine eng gesteckte erlaubte Zeit. Es blieben vier Reiter mit ihren Pferden ohne Fehler, vier weitere Paare schlossen den ersten Umlauf mit einem Zeitstrafpunkt ab. Im zweiten Umlauf waren mehr als die Hälfte der noch achtzehn startberechtigten Reiter fehlerfrei, drei Reiter schafften in beiden Umläufen eine fehlerfreien Ritt und zogen in das Stechen ein. Hier blieben die ersten beiden Reiter fehlerfrei. Janne Friederike Meyer, die als letzte Teilnehmerin im Stechen antrat, gab zur Schonung des Pferdes nach zwei Hindernisabwürfen auf.
|             | Reiter                 | Pferd     | 1. Umlauf | 1. Umlauf   | 2. Umlauf | 2. Umlauf   | Stechen    | Stechen    | Wertungs- punkte |
| Strafpunkte | Reiter                 | Pferd     | Zeit (s)  | Strafpunkte | Zeit (s)  | Strafpunkte | Zeit (s)   |            | Wertungs- punkte |
| ----------- | ---------------------- | --------- | --------- | ----------- | --------- | ----------- | ---------- | ---------- | ---------------- |
| 1           | Rolf-Göran Bengtsson   | Casall    | 0         | -           | 0         | -           | 0          | 46,97      | 40               |
| 2           | Ludger Beerbaum        | Chaman    | 0         | -           | 0         | -           | 0          | 47,93      | 37               |
| 3           | Janne Friederike Meyer | Lambrasco | 0         | -           | 0         | -           | aufgegeben | aufgegeben | 35               |

(Plätze eins bis drei von insgesamt 49 Teilnehmern)

### 4. Prüfung: Frankreich I
Das erste Global Champions Tour-Turnier Frankreichs in dieser Saison fand vom 9. Juni bis zum 11. Juni 2011 im Stade des Hespérides in Cannes statt.
Ausgetragen wurde die Wertungsprüfung am 11. Juni 2011 ab 18.00 Uhr Ortszeit. Sie war mit 285.000 € dotiert. Parcoursbauer waren Serge Houtman und Luc Musette.
Im ersten Umlauf blieben vier Reiter fehlerfrei, eine Teilnehmerin hatte lediglich einen Zeitstrafpunkt. Im zweiten Umlauf bleiben acht Reiter mit ihren Pferden ohne Fehler, so dass vier Teilnehmer mit zwei fehlerfreien Umläufen in das Stechen einzogen. Die Schweizerin Clarissa Crotta hatte als erste Starterin hier zwei Abwürfe, die restlichen drei Starter blieben auch im Stechen fehlerfrei.
|             | Reiter              | Pferd           | 1. Umlauf | 1. Umlauf   | 2. Umlauf | 2. Umlauf   | Stechen  | Stechen | Wertungs- punkte |
| Strafpunkte | Reiter              | Pferd           | Zeit (s)  | Strafpunkte | Zeit (s)  | Strafpunkte | Zeit (s) |         | Wertungs- punkte |
| ----------- | ------------------- | --------------- | --------- | ----------- | --------- | ----------- | -------- | ------- | ---------------- |
| 1           | Edwina Alexander    | Itot du Château | 0         | -           | 0         | -           | 0        | 39,30   | 40               |
| 2           | Sergio Alvarez Moya | Action-Breaker  | 0         | -           | 0         | -           | 0        | 42,37   | 37               |
| 3           | Ludger Beerbaum     | Gotha FRH       | 0         | -           | 0         | -           | 0        | 43,23   | 35               |

(Plätze eins bis drei von insgesamt 47 Teilnehmern)

### 5. Prüfung: Monaco
Das Global Champions Tour-Turnier von Monaco fand vom 23. Juni bis zum 25. Juni 2011 am Ufer des Boulevard Albert 1er am Port Hercule statt.
Die Wertungsprüfung fand am 25. Juni 2011 ab 18.00 Uhr Ortszeit statt und war mit 285.000 € dotiert. Parcoursbauer war zum vierten Mal in dieser Saison Frank Rothenberger.
Das Turnier in Monaco fand auf einem provisorisch für die Veranstaltung aufgeschütteten Sandplatz statt. Dieser ist aufgrund der beengten Platzverhältnisse in Monaco recht klein im Vergleich mit den sonst oftmals sehr großen Plätzen in der grünen Saison. Hierdurch ergibt sich für die Reiter eine besondere Schwierigkeit, die Distanzen und Galoppstrecken fallen hier entsprechend kurz aus.
Der erste Umlauf wurde von 12 Reitern fehlerfrei in der erlaubten Zeit überwunden. Der zweite Umlauf der Prüfung stellte sich deutlich schwerer dar, nur drei Reiter blieben mit ihren Pferden ohne Spring- und Zeitfehler. Hiervor war jedoch nur Rolf-Göran Bengtsson auch im ersten Umlauf fehlerfrei, so dass der Sieg an ihn ohne Stechen ging. Knapp verpasste Christian Ahlmann die Doppelnullrunde, er war im zweiten Umlauf 95 Hundertstelsekunden über der erlaubten Zeit von 60 Sekunden und erhielt hierfür einen Zeitstrafpunkt.
Ehrenpräsidentin des Turniers war Charlotte Casiraghi, Tochter von Caroline von Hannover und selbst Amateur-Springreiterin. Die Glückwünsche bei der Siegerehrung der Global Champions Tour-Wertung wurden von Fürst Albert II. überbracht.
|             | Reiter               | Pferd      | 1. Umlauf | 1. Umlauf   | 2. Umlauf | 2. Umlauf   | Stechen  | Stechen | Wertungs- punkte |
| Strafpunkte | Reiter               | Pferd      | Zeit (s)  | Strafpunkte | Zeit (s)  | Strafpunkte | Zeit (s) |         | Wertungs- punkte |
| ----------- | -------------------- | ---------- | --------- | ----------- | --------- | ----------- | -------- | ------- | ---------------- |
| 1           | Rolf-Göran Bengtsson | Casall     | 0         | -           | 0         | 59,79       |          |         | 40               |
| 2           | Christian Ahlmann    | Taloubet Z | 0         | -           | 1         | 60,95       |          |         | 37               |
| 3           | Rodrigo Pessoa       | Let's Fly  | 4         | -           | 0         | 54,14       |          |         | 35               |

(Plätze eins bis drei von insgesamt 47 Teilnehmern)

### 6. Prüfung: Portugal
Das Global Champions Tour-Turnier von Portugal fand vom 30. Juni bis zum 2. Juli 2011 im Hipódromo Manuel Possolo in Cascais statt. Da das benachbarte Estoril mit einer großen Werbekampagne als Sporttourismusregion beworben wird, wird als Veranstaltungsort üblicherweise Estoril genannt.
Am 2. Juli 2011 ab 19.00 Uhr Ortszeit fand die Wertungsprüfung der Global Champions Tour statt, die Dotation betrug 285.000 €. Erneut war Frank Rothenberger Parcoursbauer.
Im ersten Umlauf blieben neun Reiter fehlerfrei, zwei Teilnehmer hatten nur einen Zeitstrafpunkt. Der zweite Umlauf stellte sich für die meisten Reiter mit ihren Pferden problemloser als der erste Umlauf dar, über die Hälfte der nun noch 18 Reiter blieb fehlerfrei. Insgesamt schlossen sechs Reiter beide Runden ohne Fehler ab und zogen in das Stechen ein. Dieses fand, wie bereits der zweite Umlauf, unter Flutlicht statt. Im Stechen blieben drei Reiter ohne Fehler.
|             | Reiter            | Pferd       | 1. Umlauf | 1. Umlauf   | 2. Umlauf | 2. Umlauf   | Stechen  | Stechen | Wertungs- punkte |
| Strafpunkte | Reiter            | Pferd       | Zeit (s)  | Strafpunkte | Zeit (s)  | Strafpunkte | Zeit (s) |         | Wertungs- punkte |
| ----------- | ----------------- | ----------- | --------- | ----------- | --------- | ----------- | -------- | ------- | ---------------- |
| 1           | Christian Ahlmann | Taloubet Z  | 0         | -           | 0         | -           | 0        | 45,21   | 40               |
| 2           | Luciana Diniz     | Winningmood | 0         | -           | 0         | -           | 0        | 47,32   | 37               |
| 3           | Ludger Beerbaum   | Chaman      | 0         | -           | 0         | -           | 0        | 48,85   | 35               |

(Plätze eins bis drei von insgesamt 45 Teilnehmern)

### 7. Prüfung: Frankreich II
Frankreich ist bisher der einzige Staat, der in der Geschichte der Global Champions Tour zwei Turniere in einer Saison austrägt. Das zweite Global Champions Tour-Turnier Frankreichs findet vom 22. Juli bis zum 24. Juli 2011 auf dem Gelände der Rennbahn am Rande des Schlosses von Chantilly statt. Das Stadion ist nach Édouard de Rothschild benannt, der den Bau des Platzes finanziell förderte.
Durchgeführt wurde die Wertungsprüfung am 23. Juli 2011 ab 15.30 Uhr Ortszeit. Sie war mit 285.000 € dotiert. Parcoursbauer war der Italiener Uliano Vezzani.
In Prüfung war durch regnerisches Wetter geprägt, die zu teilweise rutschigen Bodenverhältnissen auf dem Grasboden des Reitplatzes führte. Den ersten Umlauf brachten sechs Reiter mit ihren Pferden fehlerfrei hinter sich, zudem hatten vier Reiter lediglich Zeitstrafpunkte. Im zweiten Umlauf konnten neun Reiter fehlerfrei bleiben. In beiden Umläufen fehlerfrei blieben drei Reiterinnen, die somit in das abschließende Stechen einzogen. Hier siegte Edwina Alexander mit einer Führung von lediglich drei Hundertstelsekunden.
|             | Reiter             | Pferd           | 1. Umlauf | 1. Umlauf   | 2. Umlauf | 2. Umlauf   | Stechen  | Stechen | Wertungs- punkte |
| Strafpunkte | Reiter             | Pferd           | Zeit (s)  | Strafpunkte | Zeit (s)  | Strafpunkte | Zeit (s) |         | Wertungs- punkte |
| ----------- | ------------------ | --------------- | --------- | ----------- | --------- | ----------- | -------- | ------- | ---------------- |
| 1           | Edwina Alexander   | Itot du Château | 0         | -           | 0         | -           | 0        | 41,88   | 40               |
| 2           | Luciana Diniz      | Lennox          | 0         | -           | 0         | -           | 0        | 41,91   | 37               |
| 3           | Pénélope Leprevost | Mylord Carthago | 0         | -           | 0         | -           | 0        | 44,16   | 35               |

(Plätze eins bis drei von insgesamt 46 Teilnehmern)

### 8. Prüfung: Niederlande
Das Global Champions Tour-Turnier der Niederlande findet vom 12. August bis zum 14. August 2011 am Heimatort des Serienbegründers Jan Tops in Valkenswaard statt.
Die Wertungsprüfung fand am 13. August 2011 ab 14.15 Uhr Ortszeit statt und war mit 285.000 € dotiert. Die Springparcoure dieser Prüfung wurden, wie bereits in Chantilly, von Uliano Vezzani erstellt.
Fehlerfrei konnten zwölf Reiter der ersten Umlauf beenden, drei weitere hatten nur Zeitstrafpunkte. Sechs Pferd-Reiter-Paare blieben im zweiten Umlauf ohne Hindernisfehler, zwei Mal wurden lediglich Zeitfehler vermerkt. Vier Reiter blieben mit ihren Pferden fehlerfrei in beiden Umläufen und nahmen somit am Stechen teil.
Der SIeg im Stechen ging an die US-Amerikanerin Beezie Madden. Zweite große Gewinnerin des Tages war Athina Onassis de Miranda, die erstmals in ihrer Karriere in beiden Umläufen eines CSI 5*-Großen Preises ohne Abwürfe blieb und am Ende mit drei Zeitstrafpunkten Sechste wurde.
|             | Reiter        | Pferd     | 1. Umlauf | 1. Umlauf   | 2. Umlauf | 2. Umlauf   | Stechen  | Stechen | Wertungs- punkte |
| Strafpunkte | Reiter        | Pferd     | Zeit (s)  | Strafpunkte | Zeit (s)  | Strafpunkte | Zeit (s) |         | Wertungs- punkte |
| ----------- | ------------- | --------- | --------- | ----------- | --------- | ----------- | -------- | ------- | ---------------- |
| 1           | Beezie Madden | Cortes'C' | 0         | -           | 0         | -           | 0        | 38,38   | 40               |
| 2           | Denis Lynch   | Lantinus  | 0         | -           | 0         | -           | 0        | 38,92   | 37               |
| 3           | Jur Vrieling  | Bubalu    | 0         | -           | 0         | -           | 4        | 39,52   | 35               |

(Plätze eins bis drei von insgesamt 49 Teilnehmern)

### 9. Prüfung: Brasilien
Das brasilianische Global Champions Tour-Turnier fand vom 2. September bis zum 4. September 2011 auf der Reitanlage der Sociedade Hípica Brasileira in Rio de Janeiro statt. Turnierveranstalter ist Álvaro Affonso de Miranda Neto, der das Turnier nach seiner Ehefrau „Athina Onassis International Horse Show“ nennt.
Die Wertungsprüfung wurde am 4. September 2011 ab 16.00 Uhr Ortszeit ausgetragen. Mit einem Preisgeld von 1.000.000 € ist der Große Preis von Rio de Janeiro die höchstdotierte Springprüfung der Welt im Jahr 2011 – vor den ebenfalls im September 2011 ausgetragenen Großen Preisen von Calgary (mit 1.000.000 C $ Preisgeld) und Saugerties (1.000.000 US-$ Preisgeld).
Parcoursbauer bei dieser Prüfung war der Belgier Luc Musette. Dem Preisgeld entsprechend war der Parcours sehr anspruchsvoll gebaut, im ersten Umlauf gab es nur zwei fehlerfreie Runden, fünf Reiter gaben im Parcours auf. In den zweiten Umlauf zogen 18 Reiter ein, hiervon sechs mit acht Strafpunkten. Der zweite Umlauf war für die meisten Reiter mit ihren Pferden besser zu bewältigen, zehn Reiter blieben fehlerfrei. Die einzige Doppelnullrunde in der Prüfung zeigte der Niederländer Gerco Schröder mit dem belgischen Hengst London, ein Stechen war somit nicht erforderlich.
|             | Reiter            | Pferd           | 1. Umlauf | 1. Umlauf   | 2. Umlauf | 2. Umlauf   | Stechen  | Stechen | Wertungs- punkte |
| Strafpunkte | Reiter            | Pferd           | Zeit (s)  | Strafpunkte | Zeit (s)  | Strafpunkte | Zeit (s) |         | Wertungs- punkte |
| ----------- | ----------------- | --------------- | --------- | ----------- | --------- | ----------- | -------- | ------- | ---------------- |
| 1           | Gerco Schröder    | London          | 0         | -           | 0         | 72,02       |          |         | 40               |
| 2           | Edwina Alexander  | Itot du Château | 4         | -           | 0         | 64,87       |          |         | 37               |
| 3           | Philipp Weishaupt | Monte Bellini   | 4         | -           | 0         | 66,68       |          |         | 35               |

(Plätze eins bis drei von insgesamt 38 Teilnehmern)

### 10. Prüfung: Vereinigte Arabische Emirate
Im Jahr 2011 fand zum ersten Mal eine Etappe der Global Champions Tour in den Vereinigten Arabischen Emiraten statt. Das Turnier fand vom 24. November bis zum 26. November 2011 im Al-Forsan International Sports Resort in Abu Dhabi statt. Die Prüfung begann am 26. November um 18:45 Uhr Ortszeit (15:45 Uhr MEZ). Erneut war der Italiener Uliano Vezzani mit dem Parcoursbau beauftragt.
Das Preisgeld in dieser letzten Prüfung der Saison betrug 400.000 €.
Im ersten Umlauf der Prüfung bleiben 13 Reiter fehlerfrei, drei weitere hatten nur Zeitstrafpunkte. Ludger Beerbaum, der mit Chaman am Start war, hatte in einer Kombination deutliche Probleme und gab nach zwei Hindernisabwürfen auf. Damit stand bereits im ersten Umlauf fest, dass der Gesamtsieg der Serie an Edwina Tops-Alexander ging. Diese erreichte jedoch mit acht Strafpunkten ebenfalls den zweiten Umlauf nicht.
Der zweite Umlauf stellte sich für die Teilnehmer als weniger schwierig dar, es blieben elf von 18 Reiter mit ihren Pferden fehlerfrei. Insgesamt zogen acht Reiter, die in beiden Umläufen fehlerfrei blieben, in das Stechen ein. Der Sieg ging hierbei an den Franzosen Roger-Yves Bost, der als einziger Reiter kurz vor dem Ziel eine Abkürzung nutzte und damit fehlerfrei die schnellste Zeit des Stechens erzielte.
|             | Reiter                         | Pferd                | 1. Umlauf | 1. Umlauf   | 2. Umlauf | 2. Umlauf   | Stechen  | Stechen | Wertungs- punkte |
| Strafpunkte | Reiter                         | Pferd                | Zeit (s)  | Strafpunkte | Zeit (s)  | Strafpunkte | Zeit (s) |         | Wertungs- punkte |
| ----------- | ------------------------------ | -------------------- | --------- | ----------- | --------- | ----------- | -------- | ------- | ---------------- |
| 1           | Roger-Yves Bost                | Ideal de la Loge     | 0         | -           | 0         | -           | 0        | 41,14   | 40               |
| 2           | Chalid al-'Aid                 | Presley Boy          | 0         | -           | 0         | -           | 0        | 42,08   | 37               |
| 3           | Álvaro Affonso de Miranda Neto | Ashleigh Drossel Dan | 0         | -           | 0         | -           | 0        | 42,20   | 35               |

(Plätze eins bis drei von insgesamt 38 Teilnehmern)

## Gesamtwertung
Im Jahr 2011 wurde die Global Champions Tour zum zweiten Mal in Folge anhand der abschließenden Gesamtwertung nach der letzten Wertungsprüfung entschieden. Anhand dieser Rangliste wurde am Ende der Saison ein Bonus-Preisgeld an die erfolgreichsten Reiter der Global Champions Tour vergeben.
|    | Reiter                         | QAT  | ESP  | GER | FRA I | MON | POR | FRA II | NED | BRA | UAE | Wertungs- punkte | Preisgeld (Bonus) |
| -- | ------------------------------ | ---- | ---- | --- | ----- | --- | --- | ------ | --- | --- | --- | ---------------- | ----------------- |
| 1  | Edwina Tops-Alexander          | 28   | (27) | 30  | 40    | 30  | (0) | 40     | 33  | 37  | (0) | 238              | 300.000 €         |
| 2  | Ludger Beerbaum                | 19,5 | 37   | 37  | 35    | 23  | 35  | (0)    | (0) | 32  | (0) | 218,5            | 180.000 €         |
| 3  | Álvaro Affonso de Miranda Neto | 40   | 26   | 32  | (19)  | (6) | (0) | 21     | 29  | 27  | 35  | 210              | 120.000 €         |
| 4  | Rolf-Göran Bengtsson           | (0)  | 20   | 40  | 12    | 40  | 30  | (0)    | (0) | 30  | 33  | 205              | 80.000 €          |
| 5  | Luciana Diniz                  | 33   | (0)  | 20  | 30    | 29  | 37  | 37     | (6) | (0) | 12  | 198              | 60.000 €          |
| 6  | Denis Lynch                    | 32   | 32   | 24  | 32    | 0   | 21  | (0)    | 37  | —   | 19  | 197              | 33.750 €          |
| 7  | Philipp Weishaupt              | 27   | —    | 8   | 29    | 26  | 26  | (0)    | 20  | 35  | (8) | 171              | 33.750 €          |
| 8  | Clarissa Crotta                | —    | —    | —   | 33    | 24  | 32  | 25     | 22  | —   | 31  | 167              | 20.000 €          |
| 9  | Marco Kutscher                 | (0)  | (8)  | 31  | (8)   | 11  | 31  | 31     | 30  | 8   | 22  | 164              | 20.000 €          |
| 10 | Christian Ahlmann              | (8)  | 10   | 11  | (6)   | 37  | 40  | 23     | 28  | —   | 11  | 160              | 20.000 €          |
| 11 | Pius Schwizer                  | 37   | —    | —   | 24    | 31  | 27  | —      | 0   | 26  | 10  | 155              | 20.000 €          |
| 12 | Billy Twomey                   | 11   | 40   | 21  | 11    | 19  | 22  | —      | (7) | —   | 24  | 148              | 10.000 €          |
| 13 | Judy-Ann Melchior              | 0    | (0)  | 33  | 22    | 22  | —   | 10     | (0) | 31  | 28  | 146              | 10.000 €          |
| 14 | Kevin Staut                    | 25   | 19   | —   | 26    | 25  | 25  | (0)    | 11  | 12  | (0) | 143              | 10.000 €          |
| 15 | Rodrigo Pessoa                 | —    | 21   | —   | 10    | 35  | 8   | 29     | 0   | 33  | —   | 136              | 10.000 €          |
| 16 | Gerco Schröder                 | 30   | 25   | 28  | 0     | 0   | —   | 0      | (0) | 40  | (0) | 123              | 7.500 €           |
| 17 | Laura Kraut                    | —    | 33   | 9   | (0)   | 0   | —   | 33     | 12  | 25  | 6   | 118              | 7.500 €           |
| 18 | Marcus Ehning                  | —    | 31   | 0   | 21    | 32  | 0   | 0      | 32  | (0) | —   | 116              | 7.500 €           |

Die sieben besten Ergebnisse eines jeden Reiters gehen in die Gesamtwertung ein.